# Peter Beyer (Religionswissenschaftler)
Peter Friedrich Beyer (* 1949) ist ein kanadischer Religionssoziologe und emeritierter Hochschullehrer.

## Leben
Beyer studierte am St. Michael’s College der Universität Toronto und promovierte zum franko-kanadischen Katholizismus im 19. und 20. Jahrhundert. Nach mehreren Lehraufträgen an verschiedenen kanadischen Hochschulen erhielt er 2004 eine Professur an der Universität Ottawa, wo er inzwischen emeritiert wurde.
Er war von 2003 bis 2006 Präsident der Canadian Corporation for Studies in Religion, von 2006 bis 2008 Präsident der Canadian Society of the Study of Religion, von 2010 bis 2011 Präsident der Association for the Sociology of Religion und von 2001 bis 2015 Präsident der International Society for the Sociology of Religion.
Wissenschaftlicher Schwerpunkt ist die Rolle der Religionen in der Globalisierung.

## Veröffentlichungen (Auswahl)
- Religion and Globalization. SAGE Publications Ltd, 1994, ISBN 978-0-8039-8917-7.
- als Hrsg.: Religion im Prozeß der Globalisierung. Ergon-Verlag, Würzburg 2001, ISBN 3-89913-217-3.
- Religions in a Global Society. Routledge, London 2006, ISBN 978-0-415-39319-5.
- als Hrsg. mit Lori Beaman: Religion, Globalization and Culture. Brill, Leiden/Boston 2007, ISBN 978-90-04-15407-0.
- als Hrsg. mit Lori Beaman: Religious Diversity in Canada. Brill, Leiden/Boston 2008, ISBN 978-90-04-17015-5.